# Windpark Neuss
Der Windpark Neuss befindet sich bei Röckrath im Südwesten des Stadtgebietes von Neuss, nahe dem Buscherhof, und besteht aus vier Windenergieanlagen. Die Windkraft-Konzentrationszone liegt am äußersten Rand des Stadtgebietes an der Grenze zu Korschenbroich. Direkt angrenzend befindet sich der Windpark Korschenbroich-Süd.

## Geschichte
Die erste Windenergieanlage wurde 2011 von ABO Wind errichtet und ging im Juni 2011 ans Netz. Es handelt sich um eine Vestas V90 mit 2 MW Leistung, mit der jährlich 3,5 GWh erzeugt werden sollen.
Ende 2014 wurden zwei weitere Windenergieanlagen genehmigt. Der Genehmigung ging ein sieben Jahre langer Rechtsstreit zwischen der Stadt Neuss und dem Investor Karl-Heinz Weißbarth voraus. Da im Folgenden die ursprünglich geplanten Anlagen durch einen anderen Typ ersetzt wurden, kam es nicht 2015, sondern erst im ersten Halbjahr 2017 zur Umsetzung des Bauvorhabens. Es wurden zwei Enercon E-92 Windenergieanlagen durch den Hersteller für die Firma Windpark Neuss GmbH errichtet.
Im Januar 2017 begannen außerdem die Bauarbeiten für eine Senvion MM100 Windenergieanlage, die erneut von ABO Wind geplant und errichtet wurde. Auftraggeber sind die RheinWerke GmbH, ein Gemeinschaftsunternehmen der Stadtwerke Düsseldorf und der Kölner RheinEnergie. Diese Anlage wurde im April 2017 fertiggestellt.
Am 24. Oktober 2018 kam es an einer der beiden Enercon-Windkraftanlagen zu einem Flügelbruch. Das Tiefbauamt Neuss richtete rund um die Windenergieanlage einen Sperrbereich von 500 Metern ein, die nahe gelegene Autobahn A46 war von der Sperrung nicht betroffen. Menschen kamen nicht zu Schaden. Zur Bergung musste ein Spezialkran beschafft werden, von dem im gesamten Bundesgebiet nur drei verfügbar sind. Im Winter 2018/19 wurde ein neuer Flügel montiert, die Anlagen befinden sich wieder im Betrieb.

## Technik
Im Windpark finden sich drei unterschiedliche Anlagentypen. Insgesamt haben die vier Windenergieanlagen eine installierte Leistung von 8,7 MW.

### Verwendete Anlagentypen
| Baujahr | Anzahl | Typ            | Betreiber                  | Nabenhöhe | Rotordurchmesser | Leistung pro Anlage |
| ------- | ------ | -------------- | -------------------------- | --------- | ---------------- | ------------------- |
| 2011    | 1      | Vestas V90-2MW | ABO Wind                   | 80 m      | 90 m             | 2,0 MW              |
| 2017    | 1      | Senvion MM100  | ABO Wind / RheinWerke GmbH | 100 m     | 100 m            | 2,0 MW              |
| 2017    | 2      | Enercon E-92   | Windpark Neuss GmbH        | 104 m     | 92 m             | 2,35 MW             |

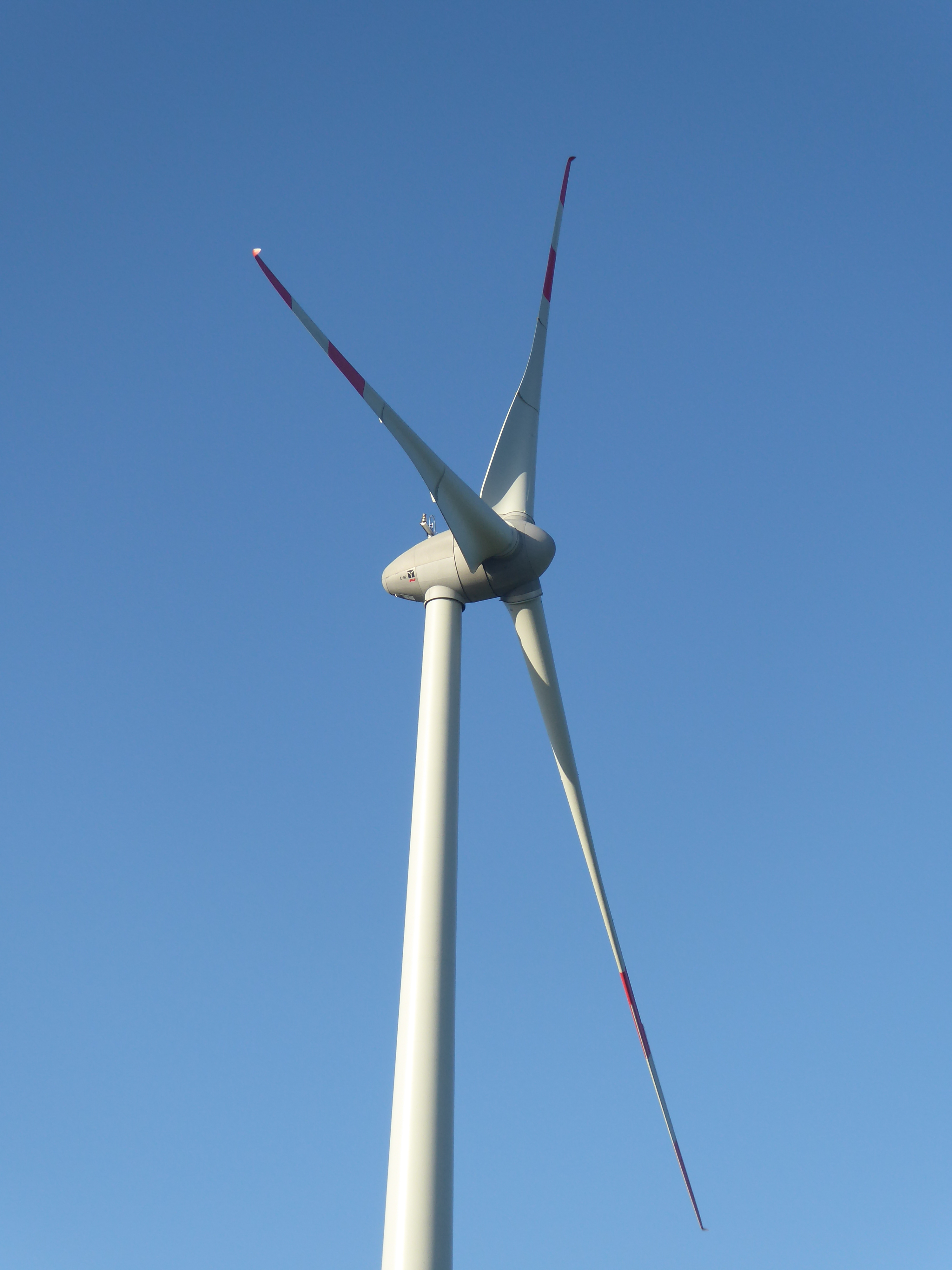
Enercon E-92 im Windpark Neuss
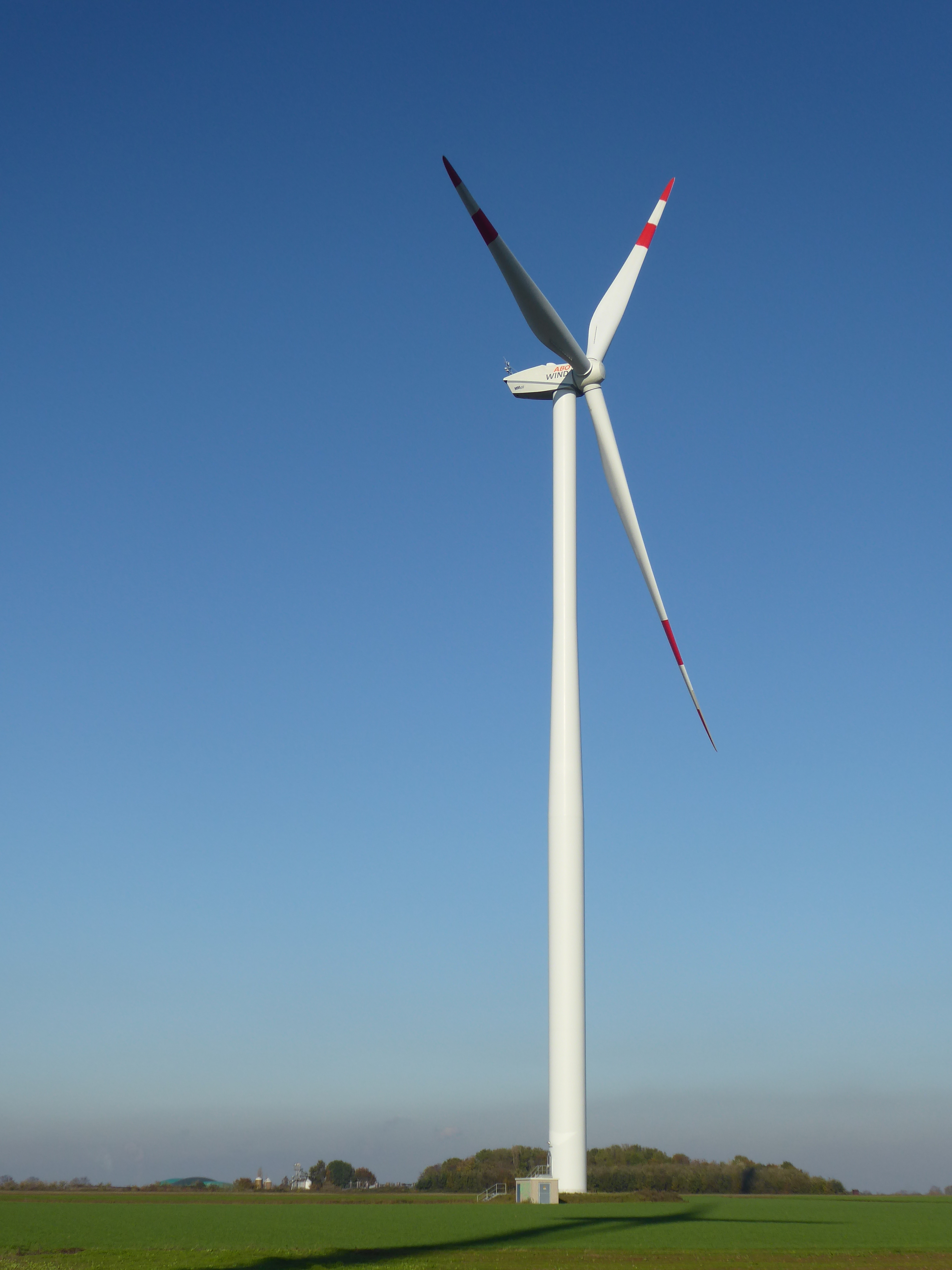
Senvion MM100 im Windpark Neuss
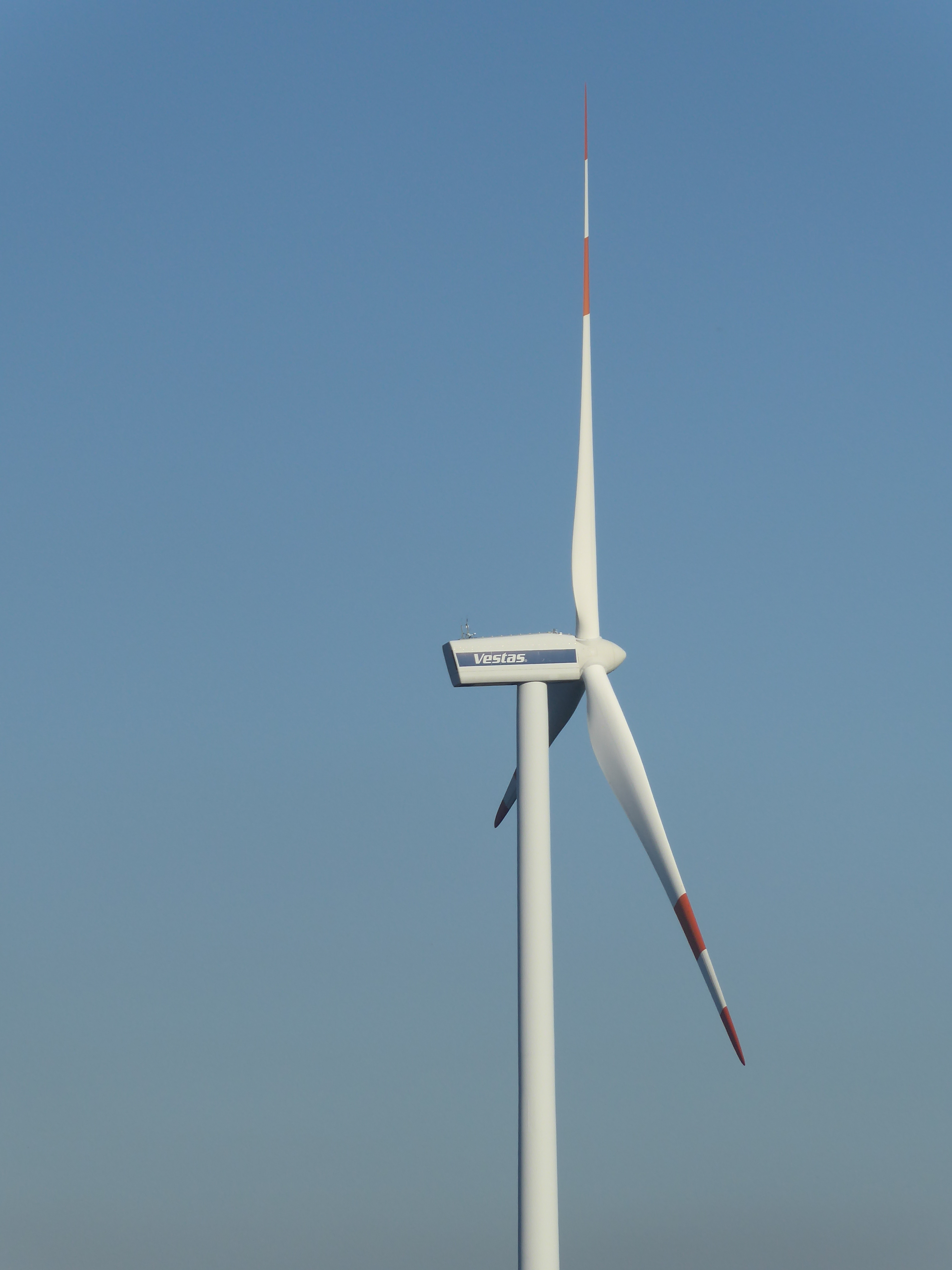
Vestas V90 im Windpark Neuss